# Dorfkirche Elsnigk

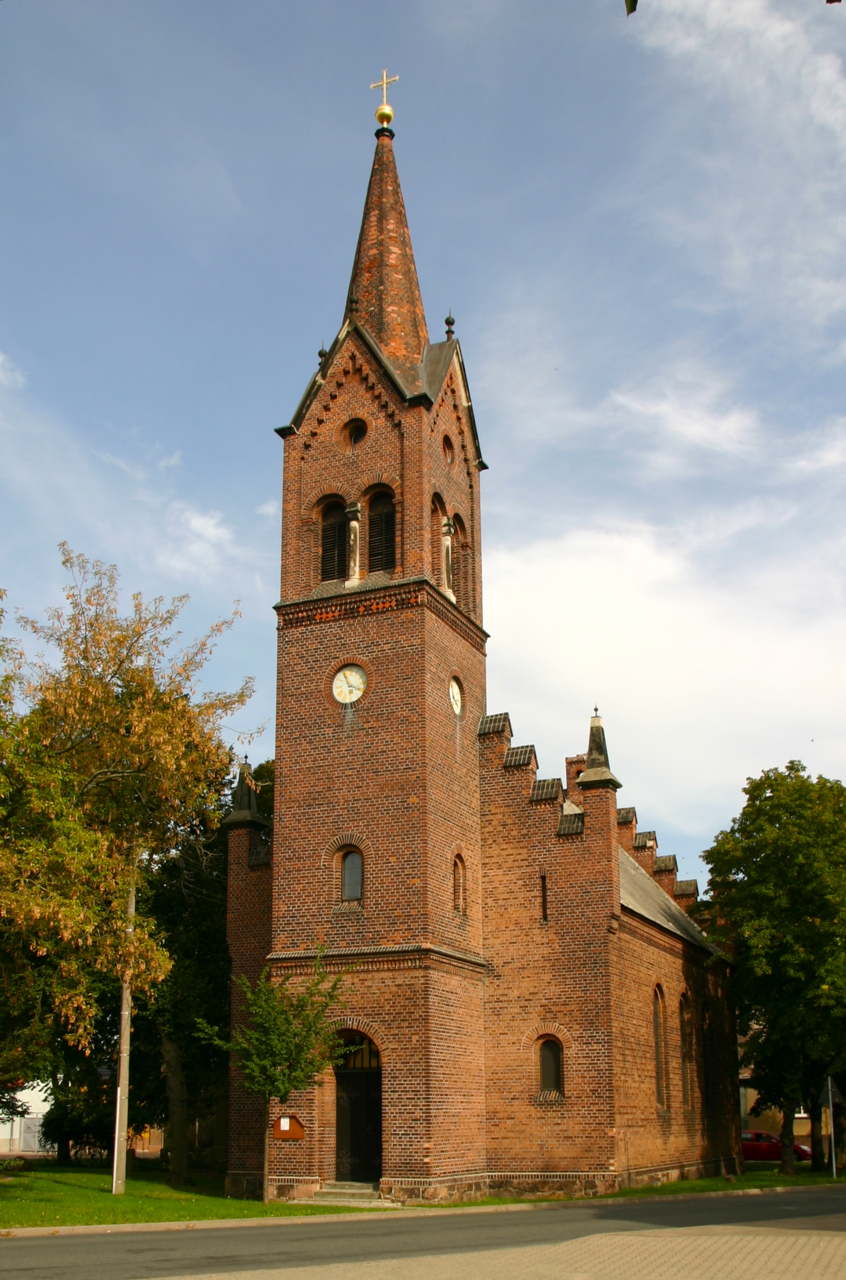
Ansicht von Westen

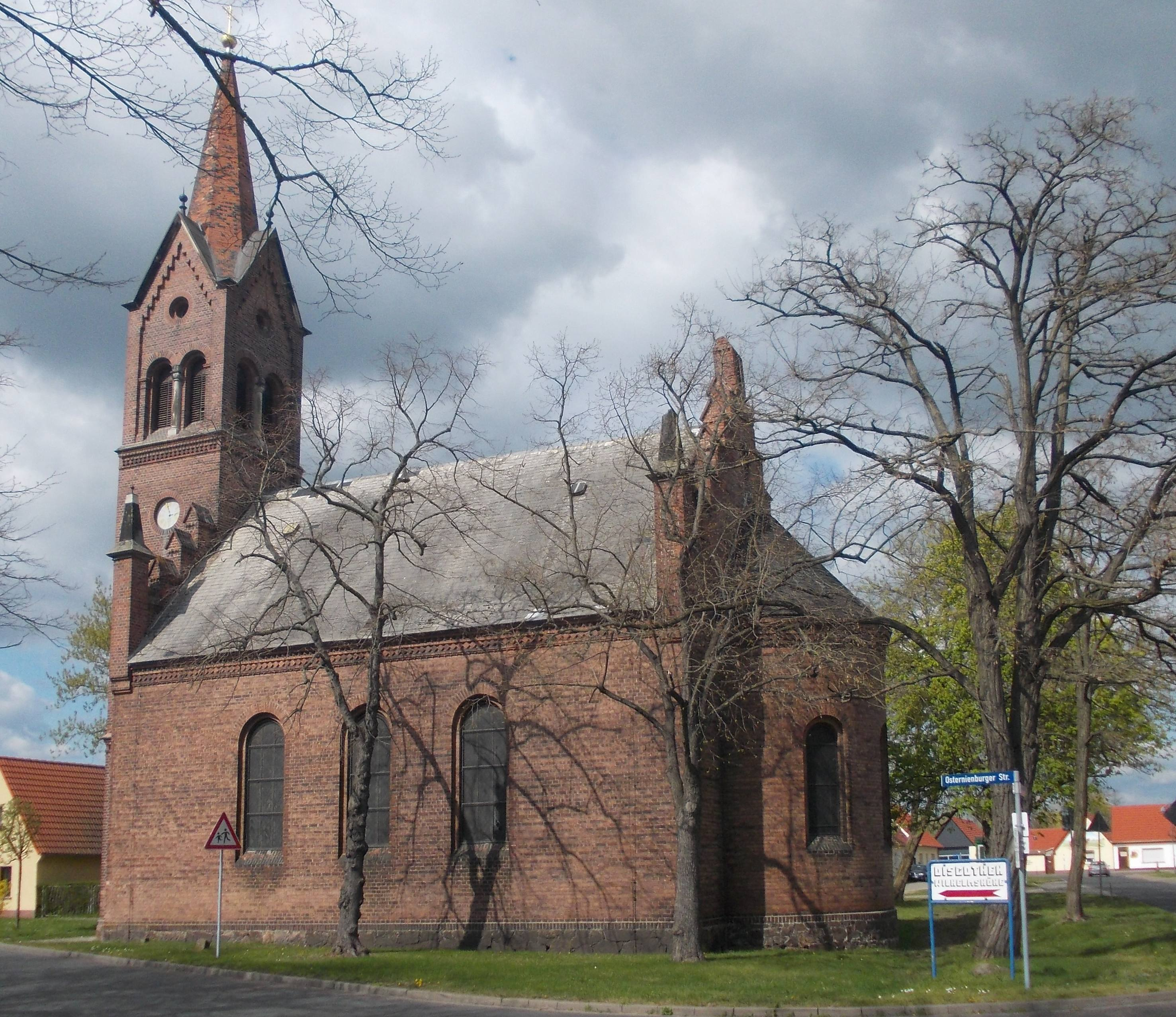
Ansicht von Südosten

Die Dorfkirche Elsnigk ist die evangelische Kirche von Elsnigk in der Einheitsgemeinde Osternienburger Land im Landkreis Anhalt-Bitterfeld in Sachsen-Anhalt. Der Sakralbau steht unter Denkmalschutz und ist im Denkmalverzeichnis mit der Erfassungsnummer 094 70760 als Baudenkmal eingetragen. Die Kirche gehört zum Pfarramt Osternienburg im Kirchenkreis Köthen der Evangelischen Landeskirche Anhalts.

## Lage
An der Ecke der Elsnigker Bahnhofsstraße zur Osternienburger Straße steht die Kirche im Ortszentrum von Elsnigk. Südlich von ihr befindet sich das Völkerschlachtdenkmal, südwestlich die Feuerwehr und an der Nordseite das Kriegerdenkmal.

## Geschichte
In dem erstmals im Jahr 1349 nachweisbaren Elsnigk wird bereits im Jahr 1370 eine Kirche erwähnt. Im 19. Jahrhundert wurde ein Neubau notwendig, der in den Jahren 1877 bis 1879 umgesetzt wurde. Die Weihe dieses noch heute bestehenden Gotteshauses fand am 20. Juli 1879 statt.

## Baubeschreibung
Die Kirche wurde als neoromanischer Saalbau mit Westturm und Ostapsis errichtet. Der Sakralbau weist aber auch Elemente anderer Epochen auf, was sich besonders deutlich an den beiden Treppengiebeln zeigt, die in dieser Form eher untypisch für die Romanik waren. Dasselbe lässt sich – im Bereich des Dorfkirchenbaus – von den Ausmaßen der Fenster sagen, die in der Romanik noch wesentlich kleiner gestaltet waren. Zahlreiche Details bestimmen das Äußere der Kirche mit, darunter Fialen an den Ecken des Schiffes, Ochsenaugen, Gesimse, Uhren und Friese am Turm, Säulen in den Schallöffnungen des Turms oder auch Abstufungen der Fensteröffnungen.
Im Ersten Weltkrieg wurde die Kupferbedeckung der gemauerten Turmspitze im Jahr 1916 im Rahmen der „Metallspende des deutschen Volkes“ abgegeben. Genau 100 Jahre danach wurden Sicherungsmaßnahmen vorgenommen. Diese Instandsetzungsmaßnahmen der Jahre 2017 und 2018 umfassten die Dächer von Turm, Schiff und Apsis sowie die Sicherung des Ostgiebels.
Im Januar 2023 wurden die durch Christian Keinstar neu gestalteten Kirchenfenster eingeweiht, die zuvor im Dezember 2022 eingebaut wurden. Es handelt sich bei ihnen um drei Fenster an der Südseite sowie zwei kleinere Fenster an der Westseite der Kirche. Sie sind Teil des Projekts „Lichtungen“ der Evangelischen Landeskirche Anhalts, das zu diesem Zeitpunkt bereits über 30 Kirchen mit moderner Glasmalerei ausgestattet hatte. Die Fenster selbst schuf die Glaswerkstatt Peters in Paderborn.
Im April 2025 wurden neue Glocken eingeweiht, da auch die ursprünglichen Bronzeglocken der Kirche im Ersten Weltkrieg als „Metallspende“ ausgebaut wurden. Diese ersetzte man zunächst im Jahr 1928 mit zwei Eisenhartgussglocken, die von Schilling und Lattermann in Apolda gegossen wurden. Diese erwiesen sich aber als zu schwer und führten in der Folge zu Schäden am Turm, so dass man im Jahr 2014 schließlich das Glockenläuten einstellen musste. Der Ausbau erfolgte im März 2024, da sie zudem rosteten und man weitere Schäden verhindern wollte, wurden sie zudem in kleinere Teile zerlegt. Mittels einer Spendensammlung finanzierte man zuvor die Neuanschaffung von zwei Bronzeglocken, die in der Glockengießerei Bachert gegossen wurden und elektrisch gesteuert werden können.
In der Kirche befindet sich zudem der Bilderzyklus Lebt in der Liebe des Köthener Kunstmalers Steffen Rogge.